# 山崎町 (兵庫県)

山崎町の中心部

山崎町（やまさきちょう）は、かつて兵庫県の中西部（西播磨地区）にあった町。旧宍粟郡。
2005年に山崎町・一宮町・波賀町・千種町が4町合併して宍粟市となったため、地方自治体として消滅した。現在、旧町域は「宍粟市山崎町○○」の町丁名になっている。

## 地理
兵庫県の中西部に位置した。古来から山崎藩の城下町（のち陣屋町）、因幡街道を介した山陽と山陰の結節点、揖保川水運の中心として維新後も昭和期に郡制が廃止されるまで宍粟郡の郡役所が所在するなど、古くから宍粟郡の中心市街として発展してきた。
現在でも姫路市・鳥取市を結ぶ国道29号と京阪神・中国地方を結ぶ中国自動車道の交点であり交通の要衝となっている。またジャスコなど大型ロードサイド店舗が進出し、播磨北西部（宍粟郡・佐用郡）の中心市街となった。

### 隣接していた自治体
- 宍粟郡：千種町、波賀町、一宮町、安富町
- 揖保郡：新宮町
- 佐用郡：三日月町、南光町

## 歴史
古来から因幡街道による山陽と山陰の結節点として発展し、江戸時代には本多家山崎藩1万石の城下町として一層の発展を遂げた。また、1621年（元和7年）には、町内在住の龍野屋孫兵衛により揖保川水運が開かれ、高瀬舟の就航が可能となり、郡内の物資の集積地としてより一層の発展が進んだ。
維新後、廃藩置県により山崎藩が廃され山崎県が置かれたが、のち姫路県（飾磨県）に統合され、再び兵庫県に統合され現在に至る。
宍粟市の発足により、旧山崎町役場は山崎市民局となったが、2009年（平成21年）3月に宍粟市役所の新庁舎が完成したことに伴い廃止・解体された。2022年3月頃までに観光駐車場として整備される予定である。
（この他の詳細な歴史は、播磨国、山崎藩 の各項目も参照のこと。）

### 沿革
- 1889年（明治22年）4月1日 - 町村制の施行により、山田村・加生村・門前村・山崎村・山崎町・中広瀬村・今宿村・庄能村・上寺村・鹿沢町・横須村の区域をもって山崎町が発足。
- 1954年（昭和29年）10月1日 - 菅野村を編入。
- 1955年（昭和30年）7月20日 - 城下村・戸原村・河東村・蔦沢村・神野村・土万村と合併し、改めて山崎町が発足。
- 2005年（平成17年）4月1日 - 一宮町・千種町・波賀町と合併して宍粟市が発足。同日山崎町廃止。

## 姉妹都市・提携都市

### 海外
- スクイム市（アメリカ合衆国ワシントン州）
  - 1993年（平成5年）6月5日姉妹都市提携

## 地域

### 教育

#### 小学校
- 宍粟市立（9校）

| - 伊水小学校 - 神野小学校 - 河東小学校 - 城下小学校 - 菅野小学校 | - 都多小学校 - 戸原小学校 - 土万小学校 - 山崎小学校 |

#### 中学校
- 宍粟市立（3校）
  - 山崎西中学校
  - 山崎東中学校
  - 山崎南中学校
- 事務組合立
  - 三土中学校

#### 高等学校
- 兵庫県立山崎高等学校

## 交通

### 鉄道
町内を鉄道路線は走っていない。最寄り駅は、JR西日本姫新線播磨新宮駅。

### 道路
- 高速道路
  - 中国自動車道 山崎IC - 揖保川PA
- 国道
  - 国道29号
- 都道府県道
  - 兵庫県道6号養父宍粟線
  - 兵庫県道8号加美宍粟線
  - 兵庫県道23号三木宍粟線
  - 兵庫県道26号宍粟新宮線
  - 兵庫県道44号相生宍粟線
  - 兵庫県道53号宍粟下徳久線
  - 兵庫県道80号宍粟香寺線
  - 兵庫県道154号千種新宮線
  - 兵庫県道429号岩野辺山崎線
  - 兵庫県道432号宇原新宮線
  - 兵庫県道433号塩田三日月線
  - 兵庫県道520号大沢岩野辺線
  - 兵庫県道522号名坂宍粟線
  - 兵庫県道523号塩田一宮線
  - 兵庫県道537号田井中広瀬線
  - 兵庫県道546号上ノ波賀線

## 温泉

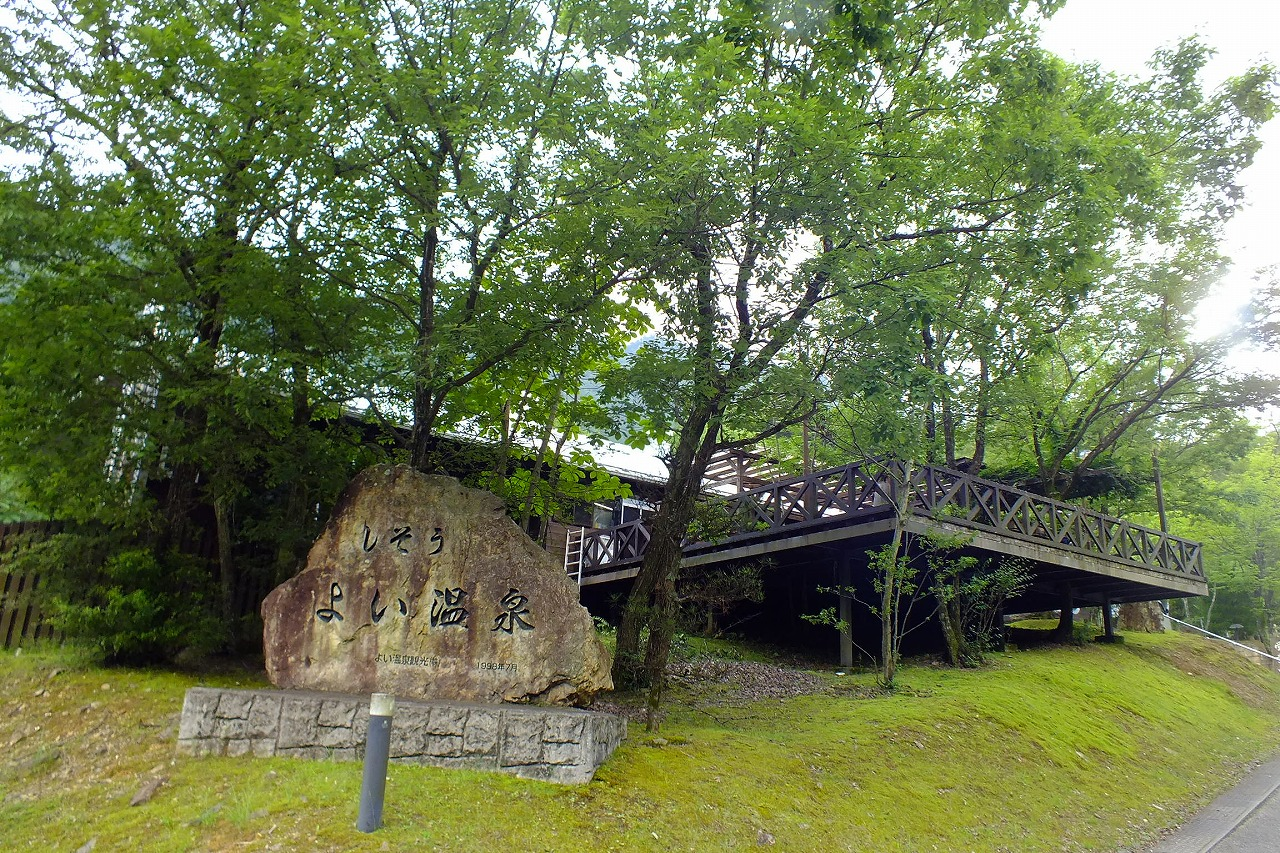
しそう よい温泉

- しそう よい温泉
- 生谷温泉「伊沢の里」

## 名所・旧跡・観光スポット
- 長水山城

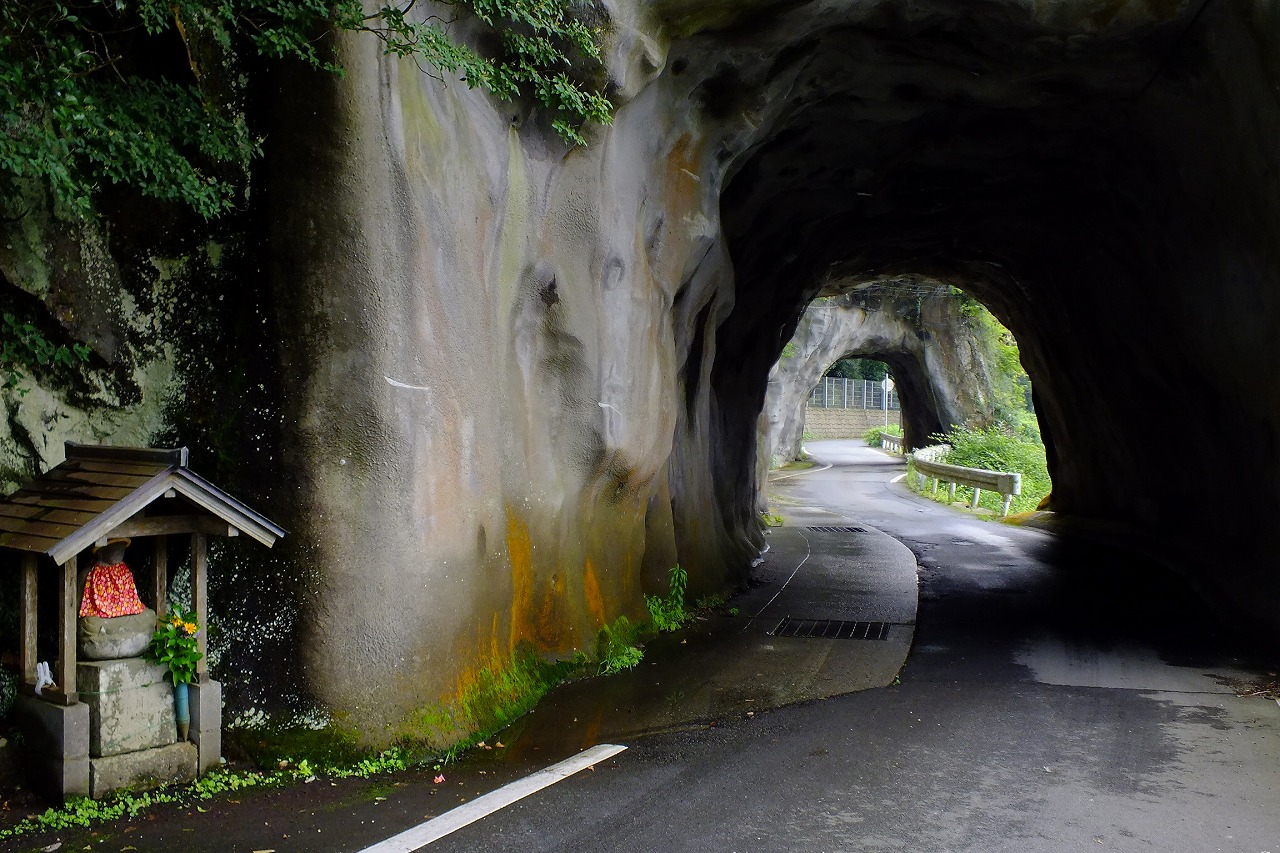
与位の洞門
- 道の駅山崎
- 生谷温泉 伊沢の里
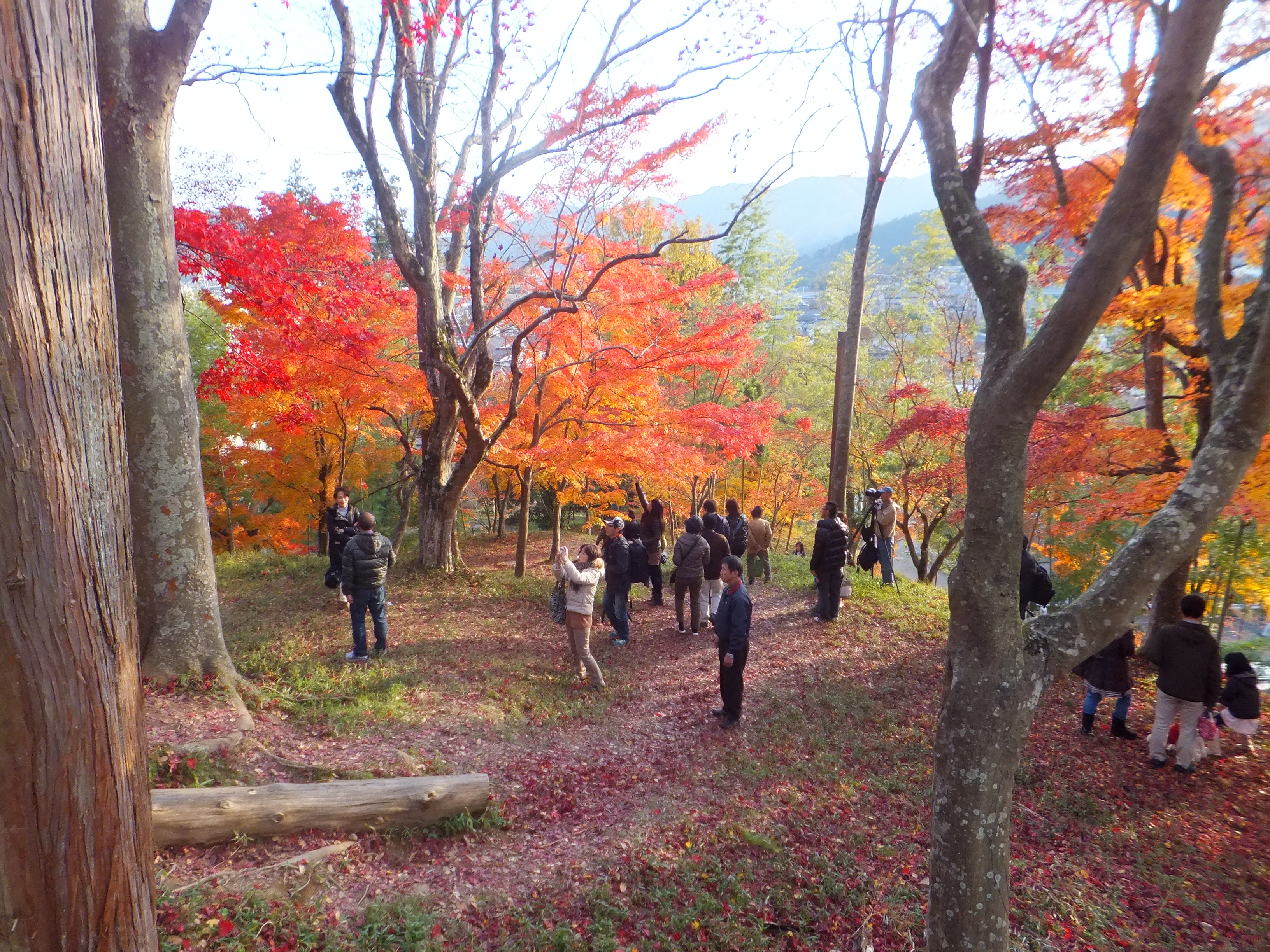
最上山公園
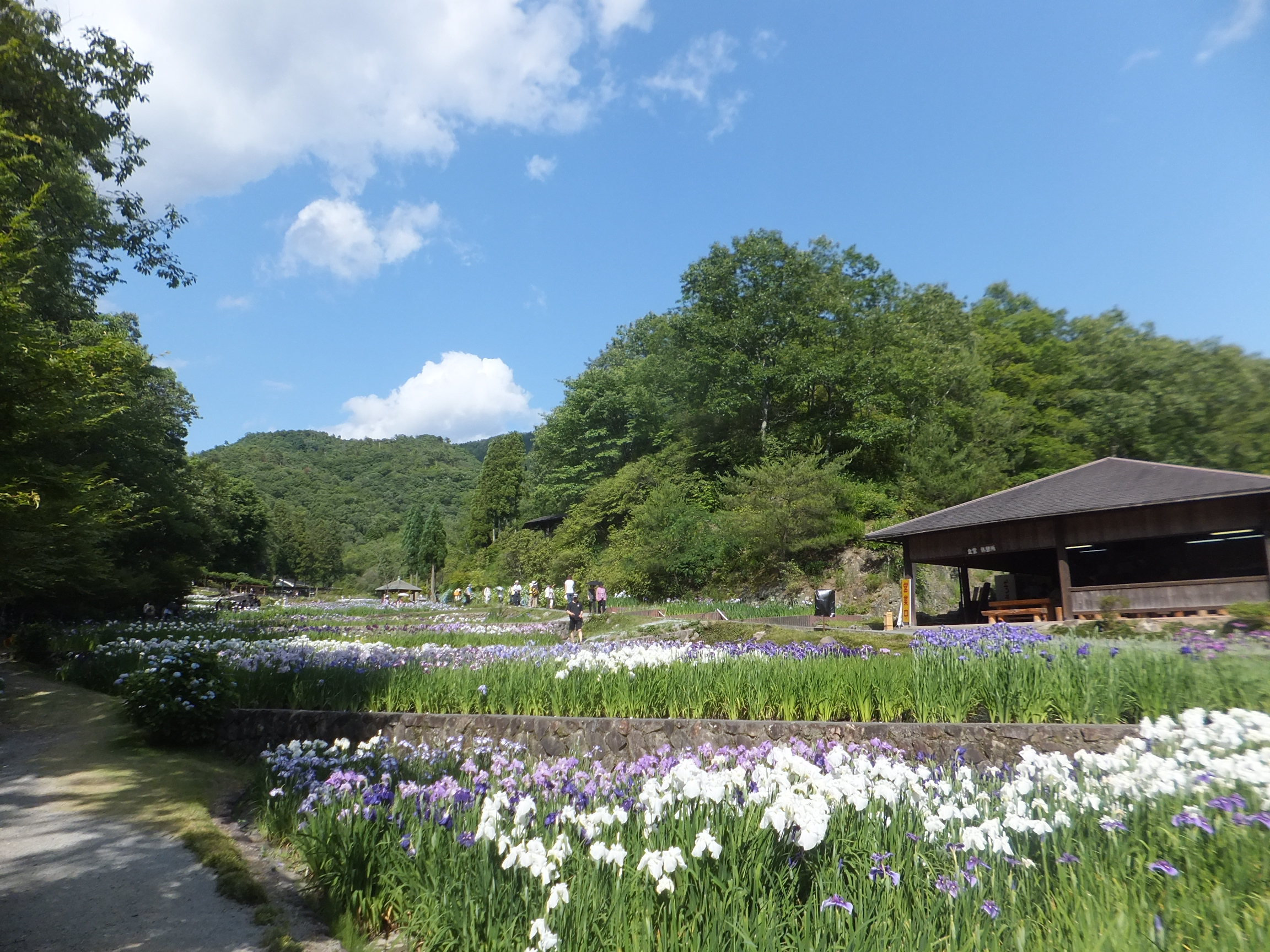
播州山崎花菖蒲園
- 山崎アウトドアランド
- ぶどうの里 山崎農業公園
- 県指定文化財(天然記念物)「千年フジ」
  - かおり風景100選にも選定されている。

- 与位の洞門
- 最上山公園
- 播州山崎花菖蒲園

## 祭事・催事
- 山崎納涼夏祭り
- 兵庫山崎さつきマラソン大会
- 「さつき祭り」（6月開催）

## 出身著名人
- 上山安敏（法学者、京都大学名誉教授）
- 大位山勝三（元幕内力士、元プロレスラー）
- 本條猛二（実業家、山陽自動車運送元社長）
- 嶺重慎（天文学者、京都大学基礎物理学研究所教授、出生地は北海道札幌市）
- 小林晋哉（元プロ野球選手）
- 森本友（マラソン選手）